# Keith Shackleton
Pour les articles homonymes, voir Shackleton.
Keith Hope Shackleton, né le 16 janvier 1923 à Weybridge et mort le 17 avril 2015 à Dorchester, est un peintre britannique.

## Biographie
Keith Shackleton est le fils de William Stancliff Shackleton, un spécialiste de la construction des avions, et Constance Shackleton. Il a un lien de parenté avec l'explorateur polaire Sir Ernest Shackleton, ce qui a suscité son intérêt pour les explorations et les régions polaires dès l'enfance. Son frère aîné, Allen, a été tué pendant la Seconde Guerre mondiale. 
La famille Shackleton a vécu un temps à Melbourne, en Australie, avant de revenir en Grande-Bretagne. Elle s'est installée à Oundle, dont Keith a fréquenté l'école, comme son ami le peintre et conservationniste Peter Scott, lui-même fils de l'explorateur Robert Falcon Scott. 
Keith Shackleton a servi dans la Royal Air Force, période au cours de laquelle il dessinait des scènes militaires mais aussi des marines. De 1948 à 1963, il a travaillé au sein de l'entreprise familiale Shackleton Aviation Ltd.
Il a d'abord peint pour son plaisir personnel avant de se consacrer à plein temps à son art. Il a été influencé par des artistes comme Peter Scott, avec qui il s'est rendu en Antarctique, Charles Tunnicliffe et Edward Seago.
Keith Shackleton est principalement connu pour ses marines et sa peinture de la faune des mers du Sud. Une exposition consacrée à sa représentation des régions polaires a eu lieu au Scott Polar Research Institute en 2007.
Il a présenté l'émission de télévision pour enfants de la BBC Animal Magic et la série ITV pour enfants Animals in Action.
Il a présidé la Society of Wildlife Artists (SWLA) de 1964 à 1998 ainsi que la Royal Society of Marine Artists de 1973 à 1978. Il a été administrateur de l'Antarctic Heritage Trust pour la Grande-Bretagne et vice-président du Wildfowl and Wetlands Trust.
Keith Shackleton a été nommé membre de l'Ordre de l'Empire britannique (MBE) en 2012, pour services rendus à la protection de la nature,.